# تیم ملی مینی فوتبال مردان ایران
تیم ملی مینی فوتبال ایران نماینده ایران در مسابقات مینی فوتبال می‌باشد. این تیم توسط فدراسیون ایران و انجمن مینی فوتبال کنترل می‌شود.
این تیم در جام ملت های ۲۰۲۵ قهرمان شده است.

## تورنمنت ها

### قهرمانی جهان
- رتبه نهم در مینی جام جهانی ۲۰۲۳ ترکیه
- صود به جام جهانی ۲۰۲۶

### قهرمانی آسیا
- جام ملت های ۲۰۲۳
- قهرمانی در مسابقات جام ملت های ۲۰۲۵ امارات